# Morgan Plata
Morgan Plata García es un exjugador de fútbol, fútbol playa y fútbol sala mexicano. Nació en la Ciudad de México el 11 de diciembre de 1981.
Cuando tenía la edad de 16 años jugó en la Tercera División y en la Segunda División de México con Truenos de Cuautitlán Izcalli, filial de Necaxa y luego pasó al Deportivo Cihuatlán, equipo con el que logró el ascenso a la Primera División 'A' de México. Luego se fue a Durango hasta que rebasó la edad límite para jugar en ese circuito. 
Al quedarse sin equipo, jugó en la Liga Premier de Fútbol Rápido en el Real Mixcoac.
Hizo pruebas con la Selección de fútbol playa de México, con la que obtuvo el segundo lugar en la Copa Mundial de Fútbol Playa FIFA 2007. 
Fue goleador mexicano en la copa del mundo con 9 anotaciones, ganador de la Bota de Plata y del Balón de Bronce. Fue fichado en el 2008 para jugar en la Primera división 'A' mexicana con los Dorados de Sinaloa. Gracias a los goles anotados en la Copa Mundial de Fútbol Playa FIFA 2007, es actualmente el goleador histórico mexicano en las copas del mundo con 12 anotaciones.

## Clubes
| Club                   | País   | Año       |
| ---------------------- | ------ | --------- |
| Real Cuautitlán        | México | 1997-2000 |
| Deportivo Cihuatlán    | México | 2000-2003 |
| Correcaminos de la UAT | México | 2003-2004 |
| Alacranes de Durango   | México | 2004-2005 |
| Dorados de Sinaloa     | México | 2008-2009 |

### Participaciones en Copas del Mundo de Playa
| Mundial                                | Sede   | Resultado        | Partidos | Goles |
| -------------------------------------- | ------ | ---------------- | -------- | ----- |
| Copa Mundial de Fútbol Playa FIFA 2007 | Brasil | Subcampeón       | 6        | 9     |
| Copa Mundial de Fútbol Playa FIFA 2011 | Italia | Cuartos de final | 4        | 3     |

### Participaciones en Copas del Mundo de fútbol sala
| Mundial                                           | Sede      | Resultado    | Partidos | Goles |
| ------------------------------------------------- | --------- | ------------ | -------- | ----- |
| Campeonato Mundial de fútbol sala de la FIFA 2012 | Tailandia | Primera fase | 3        | 2     |

### Participaciones en Campeonato de Fútbol Playa de Concacaf
| Copa                                           | Sede    | Resultado    | Partidos | Goles |
| ---------------------------------------------- | ------- | ------------ | -------- | ----- |
| Campeonato de Fútbol Playa de Concacaf de 2007 | México  | Cuarto lugar | 4        | 0     |
| Campeonato de Fútbol Playa de Concacaf de 2008 | México  | Campeón      | 3        | 2     |
| Campeonato de Fútbol Playa de Concacaf de 2010 | México  | Campeón      | 5        | 2     |
| Campeonato de Fútbol Playa de Concacaf de 2013 | Bahamas | Tercer lugar | 4        | 8     |

### Distinciones individuales
| Distinción                                              | Año  |
| ------------------------------------------------------- | ---- |
| Bota de Plata de la Copa Mundial de Fútbol Playa FIFA   | 2007 |
| Balón de Bronce de la Copa Mundial de Fútbol Playa FIFA | 2007 |